# Màrievka (poble de Vorónej)
|  | Per a altres significats, vegeu «Màrievka». |

Màrievka (en rus: Марьевка) és un poble de l'óblast de Vorónej, a Rússia, segons el cens del 2010 tenia 106 habitants.